# João Torunsky
João Torunsky (geboren 1956) ist ein brasilianischer Anthroposoph, Priester der Christengemeinschaft und seit 2021 ihr Erzoberlenker, Träger des höchsten geistlichen Amts der Kirche.
João Torunsky absolvierte eine Ausbildung zum Programmierer und studierte zwei Jahre Maschinenbau. 1977 hatte er nach eigenen Angaben seine erste Begegnung mit der Anthroposophie und begann daraufhin 1980 ein Studium am Priesterseminar der Kirche in Stuttgart. 1985 folgte die Priesterweihe mit einer anschließenden Tätigkeit als Gemeindepfarrer in Reutlingen, Ulm, Esslingen und Stuttgart. Ab 2010 war er Lenker der Region Württemberg und ab 2015 Lenker für Südamerika. Vicke von Behr übertrug das Amt des Erzoberlenkers (vergleichbar mit einem Bischof) am 3. Juni 2021 an seinen Nachfolger Torunsky.